# 李世哲
李世哲（？—524年），顿丘郡人，北魏政治人物。他是李崇長子，弟弟是李神轨。
李世哲性格轻率，随从出行的排场奢华铺张。他年轻时经历过征战，展现出了将帅之才。最初担任司徒中兵参军，后曾任征虜將軍、骁騎將軍、後將軍、三關别將，延昌三年（514年），討伐其他民族，並斬首南梁的龍骧將軍文思之与文天生等。後來被召回洛阳，出任鸿胪少卿。他性格狡猾，善于讨好他人，通过行贿谋求晋升，與高肇、劉騰等人友好，被当时的世人称为“李锥”。魏孝明帝末年，李世哲出任宗正卿，加授平南將軍，後又改任大司農卿以及太仆卿，加授鎮東將軍。不久出任相州刺史，前往邺城赴任。他在相州，驱逐百姓、迁移佛寺，通过强买手段夺取土地，修建起自己宏伟宽敞的宅邸。李崇奉命北征後，朝廷召他回都城洛阳，兼任太常卿。御史高道穆拆毁他的宅第，上表彈劾他的罪過。後朝廷授予李世哲鎮西將軍名號，並讓他擔任涇州刺史，賜爵衛國子。正光五年（524年）七月去世，朝廷追赠他散骑常侍、卫将军、吏部尚书、冀州刺史，仍保留卫国县子爵位。